# Alexandre Lopes
Alexandre Lopes (* 29. říjen 1974) je bývalý brazilský fotbalista.

## Reprezentace
Alexandre Lopes odehrál 3 reprezentační utkání. S brazilskou reprezentací se zúčastnil Zlatý pohár CONCACAF 1996.

## Statistiky
| Brazílie | Brazílie | Brazílie |
| Roky     | Záp.     | Góly     |
| -------- | -------- | -------- |
| 1995     | 1        | 0        |
| 1996     | 2        | 0        |
| Celkem   | 3        | 0        |